# 聖弗蘭西斯科德凱蘭區
9°59′45″S 76°18′30″W / 9.99583°S 76.30833°W
聖弗蘭西斯科德凱蘭區（西班牙語：Distrito de San Francisco de Cayrán），是秘魯的一個區，位於該國中部瓦努科大區的瓦努科省，始建於1955年5月10日，面積97.3平方公里，海拔高度2,400米，2005年人口5,056，人口密度每平方公里52人。